# Carlo Galli
Carlo Galli (Italia, 1950).

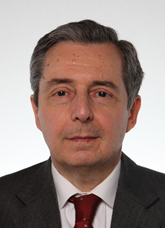

Graduado en Filosofía por la Universidad de Bolonia en 1972, fue profesor asistente de Historia de las Doctrinas Políticas desde 1978 y, desde 1983 hasta 1999, profesor asociado de Historia del Pensamiento Político Contemporáneo en la Facultad de Ciencias Políticas de la Universidad de Bolonia, de la que fue director hasta 2003. A partir de 2004 enseñó en la Facultad de Letras y Filosofía de la misma universidad. Sus intereses de investigación se han orientado en particular al pensamiento político moderno y contemporáneo. Publicó libros y ensayos sobre la Escuela de Frankfurt, sobre los pensadores contrarrevolucionarios franceses y sobre Weber, Strauss, Voegelin, Löwith y Schmitt, entre otros. También ha trabajado sobre algunos de los principales conceptos de la política, tales como "autoridad", "representación", "técnica", "Estado", "guerra", etcétera. En la actualidad, Galli trabaja sobre la relación entre guerra y política, analizada desde un punto de vista teórico, histórico y práctico.